# 光コラボレーション
光コラボレーションまたは光コラボレーションモデル（略称：光コラボ、コラボ光）とは、NTT東日本・西日本が光アクセスサービス等を電気通信事業者（光コラボレーション事業者）に卸売することで、各事業者が光アクセスサービス等と自社サービス（インターネット接続サービス等）を組み合わせて販売するビジネスモデル。利用者はNTT東日本・西日本が提供する光アクセスサービス等に加え、光コラボレーション事業者独自のオプションやサービスをセットで受けることができる。
2015年2月から開始し、携帯電話事業者やインターネットサービスプロバイダ（ISP）など多数の事業者が光回線事業に参加した。

## 概要
従来、NTTの光回線を用いたインターネットの利用には、フレッツ光といわゆるプロバイダー（ISP）との2契約が必要であったが、2015年2月からNTT東西による光回線の卸売がスタートし、プロバイダー各社は光コラボ事業者として光回線の提供も可能になった。これにより利用者は、従来の2契約ではなく、光コラボ事業者との1契約で光回線を利用できるようになった。1本化されたサービスをコラボ光とも呼ぶ。
また、NTT東西が「ひかり電話ネクスト」のサービス提供を開始した際、光コラボ事業者からもひかり電話ネクストのサービス提供が開始された。
2契約の例（従来）
- Yahoo! BB 光 with フレッツ - フレッツ光（光回線）+ Yahoo! BB（プロバイダー）= インターネットの利用[10]

コラボ光の例（1契約）
- ソフトバンク光 - フレッツ光（光回線）とYahoo! BB（プロバイダー）が一本化されたサービス[11]

### 光コラボの申込方法
光コラボの利用には、おもに新規契約・転用・事業者変更などの方法がある。
- 新規契約 - 新しく光コラボ事業者と契約する手続き。利用者宅にNTTの光コンセントがない場合、回線工事が必要。
- 転用 - NTT東日本・西日本のフレッツ光から光コラボ事業者へと契約を乗り換える手続き。NTT東西側で転用承諾番号の発行が必要。事業者と契約すると、従来のフレッツ光の契約は解約となるが、プロバイダの解約は利用者自身で行う。利用者宅での工事は原則不要。
- 事業者変更 - 光コラボ事業者から別のコラボ事業者へと契約を乗り換える手続き。従来の事業者で事業者変更承諾番号の発行が必要。新たな事業者と契約すると、従来の契約は解約となるが、利用者宅での回線工事は原則不要。

### メリット
光コラボを利用した場合のメリット。
- 窓口が一本化 - 従来フレッツ光とプロバイダを別々で契約していた場合は、契約・手続きの窓口が光コラボ事業者1社となる。
- 料金が安くなる - 光コラボ事業者の多くがフレッツ光とプロバイダを個別で契約するよりも、安く提供している。
- 光コラボ事業者の特典 - 光コラボ事業者が独自で提供するポイント付与などのサービスが受けられる。
- 携帯電話の料金 - 携帯電話会社が提供するコラボ光の場合は携帯電話料金のセット割引が適用される。

### デメリット
光コラボを利用した場合のデメリット。主に転用・事業者変更した場合。
- ISP（プロバイダー）が変わる場合、回線速度・安定性に影響する場合がある。
- 転用・事業者の事業者の違約金等が発生する場合がある。

### 背景
光通信市場において、巨大資本を擁するNTTの市場独占状態を総務省が問題視し、卸売を推進・適法するに至った。

## 光コラボレーション事業者
光コラボレーション事業を行う事業者を、光コラボレーション事業者（以下、光コラボ事業者）という。2018年8月時点で、NTT東日本の登録光コラボ事業者は約600社。
- NTT東日本の光コラボ事業者一覧は公式サイト[13]を参照。
- NTT西日本の光コラボ事業者一覧は公式サイト[14]を参照。

### シェア
2020年3月末時点のコラボ光の契約数は約1,300万件を超え、そのうち約70%をドコモ光とソフトバンク光のMNO（移動体通信事業者）2社サービスが占めている。